# إمبراطورية الجثث
إمبراطورية الجثث (屍者の帝国 شيشا نو تيكوكو) هو فيلم أنمي خيال علمي مغامرة ياباني من إنتاج 2015 من ويت استوديو وأخرجه ريوتارو ماكيهارا. هذا الفيلم هو جزء من سلسلة أفلام مقتبسة من روايات كتبها بروجكت إيتو وتبعه تناغم و‌جهاز الإبادة الجماعية.

## الحبكة
في نسخة بديلة من القرن 18 لعالم إنجلترا فيكتور فرانكنشتاين أنه اكتشف طريقة لإنعاش جثة بروح يمكنها التفكير والإحساس والتحدث. بعد تدمير إنشائه استخدم طريقة أخرى لاستبدال روح اصطناعية معروفة باسم «نيكروير» بالروح المفقودة. يمكنها أن تتطور كبرنامج حاسوبي، مع أن الجثث لا تستطيع الكلام ولا الإحساس ولا التفكير بأنفسهم.

## الشخصيات
| الشخصية                     | المؤدي الياباني                 |
| --------------------------- | ------------------------------- |
| جون هـ. واطسون              | يوشيماسا هوسويا                 |
| فرايداي (الهمجي النبيل 007) | أيومو موراسي                    |
| هادالي ليليث                | كانا هانازاوا                   |
| فريدريك بورنابي             | تايتن كوسونوكي                  |
| أليكسي كارامازوف            | شينيتشيرو ميكي                  |
| نيكولاي كراسوتكين           | دايكي ياماشيتا                  |
| إم                          | أكيو أوتسكا                     |
| الشخص                       | تاكايوكي سوغو                   |
| سيغو يامازاوا (باليابانية)  | جيرو سايتو                      |
| يوليسيس سيمبسون جرانت       | كوجي إيشي                       |
| مانيبيني                    | هوكو كواشيما                    |
| توماس إديسون                | كوجي تاكيدا                     |
| شرلوك هولمز                 | يوشيميتسو تاكاسوجي (باليابانية) |
| الراوي                      | إيسيه فوتاماتا                  |

## وصلات خارجية
- الموقع الرسمي
 (باليابانية)
- إمبراطورية الجثث على موقع IMDb (الإنجليزية)
- إمبراطورية الجثث على موقع روتن توميتوز (الإنجليزية)
- إمبراطورية الجثث على موقع ألو سيني (الفرنسية)
- إمبراطورية الجثث على موقع أول موفي (الإنجليزية)
- إمبراطورية الجثث على موقع بوكس أوفيس موجو (الإنجليزية)
- إمبراطورية الجثث على موقع فيلمافينيتي (الإسبانية)
- إمبراطورية الجثث على موقع قاعدة بيانات الفيلم (الإنجليزية)
- إمبراطورية الجثث على موقع ليتربوكسد (الإنجليزية)
- إمبراطورية الجثث على موقع كينوبويسك (الروسية)
- إمبراطورية الجثث على موقع ANN anime (الإنجليزية)
- إمبراطورية الجثث  في شبكة أخبار الأنمي (بالإنجليزية)